# Peter Ondrejkovič
Peter Ondrejkovič (24. prosince 1940 Bratislava – 31. prosince 2021) byl slovenský sociolog, profesor, bývalý člen rady vlády Slovenské republiky pro prevenci kriminality a také podpředseda Protidrogového fondu. Jedním z ústředních témat jeho studií byly především sociálně patologické jevy ve společnosti, se zaměřením na postupný nárůst výskytu těchto jevů mezi mladými lidmi.

## Život
Peter Ondrejkovič se narodil 24. prosince 1940 na Slovensku. V průběhu svého života působil jako pracovník s mládeží, vysokoškolský učitel, náměstek ředitele Ústavu informací a prognóz školství a mládeže pro výzkum. Podílel se na konstituování Městské policie v Bratislavě, byl jejím prvním náčelníkem. Byl členem rady slovenské vlády pro prevenci kriminality, podpředsedou Protidrogového fondu, vedl Katedru sociologie výchovy a mládeže na Pedagogické fakultě UK, zastával i funkci proděkana Pedagogické fakulty Univerzity Komenského v Bratislavě. Svou pedagogickou činnost začal přednáškami na Katedře vysokoškolské pedagogiky Filozofické fakulty Univerzity Komenského v Bratislavě v r. 1966. Po roce 1968 po téměř dvacetileté nucené přestávce v působení na vysokých školách z politických důvodů pracoval na několika vysokých školách v SR i v ČR (Zlín, Olomouc, Hradec Králové). Zemřel 31. prosince 2021.

## Ondrejkovičovo pojetí sociologie

### Sociální patologie
Profesor Ondrejkovič se tématu sociální patologie, jejím různým projevům ve společnosti 20. a 21. století a možností, jak s nimi pracovat zaobírá ve svém více než pětisetstránkovém souhrnném díle, v němž výčet pramenů, ze kterých čerpal činí obdivuhodných 925 děl. Nejdříve zde vymezuje obor jako takový, odlišuje ho od sociální deviace a anómie, podává výčet významných představitelů a dále se s širokým záběrem věnuje těm nejčastějším a nejproblémovějším sociálně patologickým jevům, včetně možností, jak jim předcházet a pracovat s nimi v rámci sociální pedagogiky a sociální práce. Dále se také věnuje možnému vývoji této problematiky a uvažuje o možných dopadech na další generace.
Sociální patologie je v zásadě souhrnný název pro všechny společensky nežádoucí jevy (dále jen SNJ), sankcionované formy deviantního chování a výzkum jejich vzniku a existence. Termín jako takový zavedl anglický filozof a sociolog Herbert Spencer, který hledal spojitost mezi sociální a biologickou patologií, tudíž vlastně přirovnával společnost k biologickému organismu. Byl tak přesvědčený o souvislosti mezi společenskými a přírodními zákony. Tento biologismus byl však zamítnut a nahrazen jinými pojmy, především teorií sociální deviace. Francouzský sociolog Émile Durkheim viděl sociální patologii jako vědu o chování a činech, které se zásadně vymykají normám společnosti. I přes to však rozuměl těmto jevům jako nedílné součásti společnosti. Podle něj nelze stavit sociální chorobu do opozice sociálnímu zdraví, protože ze zásady je těžké definovat „normalitu“ a tím pádem i její opak. Proto je třeba si uvědomit, že normalita se vždy odvíjí od sociokulturního prostředí, v jakém se pohybujeme. Skvělý příklad vidíme v odlišných normách evropské a arabské společnosti.
Samotná sociální patologie je oborem mnoha vědních disciplín, a to především sociální psychologie, sociální pedagogiky, sociální práce, sociologie, kriminologie a právních věd. Profesor Ondrejkovič se dlouhodobě zabývá socializací a výchovou mládeže a s ní spojenou protidrogovou výchovou, jíž věnoval celou jednu knihu.

### Sociologie výchovy a socializace mládeže
Peter Ondrejkovič se dále zabýval problematikou sociologie výchovy, socializace mládeže, globalizací a jejím dopadem na mládež. Ve svých studiích předkládá komplexní pohled na sociologii výchovy, jako na společensko-vědní obor, vycházející z kombinace poznatků pedagogiky a průniku zahraničních empirických výzkumů. V rámci sociologie výchovy se detailněji zabývá rovněž socializací mládeže, kterou definuje jako proces vzniku a vývoje osobnosti, podmíněný vlivy různých sociálních činitelů, ze společenského a materiálního okolí jedince. Zmiňuje také původ termínu, jeho další možné interpretace a způsoby užívání v řadách sociologů. V souvislosti s termínem socializace ve svých dílech předkládá také řadu socializačních teorií (teorie sociálního učení, individualizační teorie aj.). Motivací k tvorbě studií byla především absence odborných děl na dané téma na Slovensku. Většina jeho tvorby, zabývající se touto problematikou, byla určena jak pro širší slovenskou veřejnost, tak pro pedagogy, působící na všech stupních a typech škol, a studenty aspirující na povolání pedagoga. Vzhledem k nedostatečné kvalitě obsahové stránky studií a empirických výzkumů, uskutečněných v období do 90. let na území Slovenska , je v řadě prací odkazováno převážně na výzkumy uskutečněné v zahraničí, především v sousedních zemích Slovenska.

### Globalizace a její negativní vlivy na společnost
V souvislosti s dalšími ústředními tématy sociologie výchovy a sociální patologie se Ondrejkovič zabýval také mládeží, a tím, jak je ovlivňována postupnou globalizací. Dle Ondrejkoviče příčiny nárůstu kriminálních, či jiných sociálně patologických aktivit u mládeže, úzce souvisí s modernizačními procesy ve společnosti. Za těžiště otázek Ondrejkovič považuje především individualizaci mládeže, úzce spojenou s již zmíněným trendem globalizace. Individualizaci přitom definuje jako proces, při kterém dochází k vzniku kontroly nad vlastním chováním a vzniku individuálního psychického života. K pochopení problémů individualizace mládeže způsobené podmínkami v moderní, globální společnosti, je třeba si nejdříve termín globalizace definovat. Jednotná definice tohoto pojmu neexistuje. Nicméně určitým konsensem, mezi jednotlivými pohledy na tento fenomén, by bylo tvrzení, že globalizace je dlouhodobý proces, prohlubování závislosti jednotlivých ekonomik a trhů, která současně urychluje dynamiku vzájemné výměny zboží, kapitálu, osob a know-how, mezi státy a kontinenty, což zasahuje do utváření ekonomické, kulturní i politické sféry jak jednotlivých států, jejich uskupení i celého světa.
Jedním z největších problémů všech moderních společností je dezintegrace, způsobená jako vedlejší účinek procesu globalizace. Následky dezintegrace společnosti lze nalézt hned v několika rovinách. V rovině sociální struktury, se jedná o fenomén sociální nerovnosti uvnitř společnosti; v rovině institucionální zase o ubývající vůli občanů podílet se na činnosti institucí; v rovině sociální dále nedostatek emocionální podpory mladých lidí; a v rovině personální lze zmínit krizi identity a zároveň nedostatečnou a nekonsistentní výchovu v oblasti difuze hodnot.
Ondrejkovič dezintegraci dále dělí na dvě hlavní složky, a to sice na dezorientaci a dezorganizaci. K dezorientaci dochází kvůli přehnané pluralitě možností, která je však také jedním ze základních znaků individualizace. V rámci dezorientace dochází k tzv. hodnotovým konfliktům, způsobeným protichůdností hodnot a norem, které jsou v jednotlivých sociálních vrstvách a společenských skupinách různé a často neshodné. K dezorganizaci poté dochází narušením rovnováhy, mezi těmito sociálními normami, jinak označenými také jako sociální organizace. Tato disrupce brání integraci v oblasti sociálních vztahů, má za následek izolaci jednotlivce, diskontinuitu doteď běžného způsobu života a také subvenci anonymity ve způsobu života mládeže.

### Sociologický výzkum
Jednou z otázek, kterými se Peter Ondrejkovič zabývá, je problematika sociologického výzkumu, jíž zasvětil několik svých děl, konkrétně Úvod do metodológie sociálnych vied (2006), Úvod do metodológie společenskovedného výskumu (2007) a později pak Interpretácia a vedecké vysvetľovanie v spoločenskovednom výskume: príspevok k prekonávaniu ich marginalizácie (2008) a nakonec Vysvetlenie, porozumenie a interpretácia v spoločenskovednom výskume (2012), což prakticky rozšířená verze předchozího díla, které se v rozsáhlé míře opírá o dřívější publikace a sumarizuje autorův dosavadní výzkum na toto téma.
S ohledem na tuto problematiku se Ondrejkovič snaží zdůraznit význam interpretace v rámci předně kvantitativního (odlišení od kvalitativní níže) výzkumu ve společenských vědách. Shledává, že interpretace může být klíčová v integraci dnes rozdrobeného sociálněvědního poznání.
Autor dále rozlišuje mezi pojmy vysvětlení a porozumění a pozastavuje se nad jejich vzájemnou interakcí, v důsledku čehož shledává, že se navzájem komplementují. Do obdobné analogie staví i kvantitativní a kvalitativní výzkum.
Další dílčí otázkou v rámci metodologie výzkumu, kterou ve své práci Peter Ondrejkovič rozebírá, je otázka pravdy v rámci teorie vědy. Zdůrazňuje, že pravda je zprostředkovaná interpretací.

### Kritika
Některá díla vydaná mezi lety 2007 a 2016 se stala předmětem kritiky pro zmiňovanou neetičnost, konkrétně plagiátorství a autoplagiátorství. Kritik Petr Soukup popisuje, že knihy z let 2008, 2012 a 2016 jsou kromě některých rozšíření z velké většiny pouze jednou knihou. Odhaduje, že vydání (autoplagiátorské) knihy z roku 2012 dle bodového hodnocení RIV přišlo český stát přibližně na 200 000 Kč. Kniha z roku 2016 je pak z většiny totožná s knihou z roku 2012, která byla vydána se spoluautorkou (J. Majerčíkovou). Vydání z roku 2016 tak kromě autoplagiátorství obsahuje i plagiátorství, protože Ondrejkovič nepřiznává původní spoluautorku, jejíž text do nového díla také použil. Problém autoplagiátorství kritik popisuje také u článků autora vydaných v daném časovém rozmezí.

## Dílo
- Štúdie zo sociológie výchovy: Teoretické základy sociológie výchovy a mládeže. Bratislava: Iuventa, 1994.
- Nová orientácia kriminológie a labeling approach. Bratislava: Univerzita Komenského, 1995.
- Úvod do sociológie výchovy: teoretické základy sociológie výchovy a mládeže. Bratislava: Veda, 1995.
- Socializácia mládeže ako východisková kategória sociológie výchovy a sociológie mládeže: príspevok k riešeniu problémov sociológie výchovy a mládeže. Bratislava: Veda, 1997.
- Úvod do sociológie výchovy : základy sociológie výchovy a mládeže. Bratislava: Veda, 1998.
- Negatívne stránky individualizácie mládeže. 2. doplněné vydání. Bratislava: Univerzita Komenského, 2000.
- Globalizácia a individualizácia mládeže: Negatívne stránky. Bratislava: Veda, 2002.
- Základy sociológie mládeže: (mládež v zrkadle sociológie výchovy a mládeže). Nitra: Univerzita Konštantína Filozofa, 2003.
- Socializácia v sociológii výchovy. Bratislava: Veda, 2004.
- Úvod do metodológie sociálnych vied: základy metodológie kvantitatívneho výskumu. Bratislava: Regent, 2006.
- Interpretácia a vedecké vysvetľovanie v spoločenskovednom výskume: príspevok k prekonávaniu ich marginalizácie. Bratislava: Veda, 2008.
- Úvod do metodológie sociálnych vied: (základy metodológie kvantitatívneho výskumu), Bratislava 2006
- Úvod do metodológie společenskovedného výskumu, Bratislava 2007
- Sociálna patológia. Bratislava: Veda, 2009